# Alexis Simonson
Alexis Simonson – szermierz reprezentujący Belgię, uczestnik letnich igrzysk olimpijskich w Londynie w 1908 roku oraz letnich igrzysk olimpijskich w Antwerpii w 1920 roku.